# Hubert Pernot

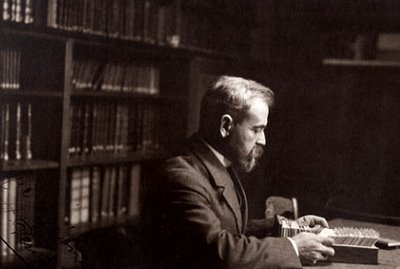
Hubert Pernot

Hubert Pernot, vollständig Hubert Octave Pernot, griechisch Υμπέρ Περνώ (* 7. August 1870 in Froideconche-les-Luxeuil, Département Haute-Saône; † 27. Juni 1946 in Paris) war ein französischer Sprachwissenschaftler, Byzantinist und Neogräzist.

## Leben
Pernot besuchte die collèges in Luxeuil und in Gray. Seine Mutter Octavie Céleste, geborene Haaz (1847–1906), arbeitete während seiner Schulzeit als Französischlehrerin in Athen. Dort konnte er sie manchmal in den Ferien besuchen. 1889 begann er ein Studium an der Faculté des Lettres der Universität Paris bei Abbé Jean-Pierre Rousselot (1846–1924), für den im selben Jahr am Institut Catholique de Paris der erste Lehrstuhl sowie das erste Laboratorium für experimentelle Phonetik eingerichtet worden waren, und an der École nationale des langues orientales bei Émile Legrand in byzantinischer und neugriechischer Philologie sowie bei Jean Psichari in Geschichte der griechischen Sprache und neugriechischer Dialektologie. 
Pernot machte 1889 die Bekanntschaft des Niederländers Dirk Christiaan Hesseling, der nach Paris gekommen war, um sich bei Legrand und Psycharis in neugriechischer Philologie zu spezialisieren. Obwohl Hesseling etwa zehn Jahre älter war, sollte dies der Beginn einer langen Freundschaft und engen wissenschaftlichen Zusammenarbeit sein. Auf Anregung von Rousselot und mit dessen Ausstattung begab sich Pernot in den Jahren 1889 und 1890 zweimal nach Chios, um den dortigen griechischen Dialekt auf Tonträgern aufzunehmen. Der Komponist und Musikwissenschaftler Paul Le Flem unterstützte ihn bei der Sammlung und Aufnahme volkstümlichen Liedguts von der Insel. Nach vierjährigem Studium bestand Pernot 1893 das Diplom in Neugriechisch der École des Langues Orientales. 
Anschließend setzte er sein Studium an der Universität Paris fort, an der er 1895 die Licence ès lettres erwarb. Zu seinen Lehrern zählten in dieser Zeit auch Alfred Croiset und Louis Havet (1849–1925). Unmittelbar darauf wurde er Sprachlehrer (répétiteur) für Neugriechisch an der École des Langues Orientales, diese Position übte er bis 1912 aus. In dieser Zeit arbeitete er an seiner Thèse de Doctorat, einer Phonetik des Dialekts der Insel Chios, für die er Jahre zuvor Material gesammelt hatte. Als thèse complémentaire legte er eine Neuausgabe der griechischen Grammatik des Jesuiten Girolamo Germano vor, die der katholischen Gesandtschaft nach Chios als Hilfsmittel dienen sollte und 1622 in Rom veröffentlicht worden war. Im Vorwort dazu gab Pernot einen vollständigen Überblick über neugriechische Grammatiken und Lexika des 16., 17. und 18. Jahrhunderts (erstmals war eine historische Grammatik, die Grammatik des Simon Portius von 1638, 1889 von Wilhelm Meyer-Lübke mit Unterstützung von Jean Psichari herausgegeben worden). Pernot heiratete die Amsterdamerin Nicolette Tetterode.
1912 wurde er zum Maître de conférences in neugriechischer Sprache und Literatur an der Faculté des Lettres der Universität Paris ernannt, diese Stelle ging auf eine Stiftung des griechischen Staates zurück. Noch als Chargé de cours sorgte Pernot dafür, dass eine neugriechische Bibliothek als Institut eingerichtet wurde. Zusammen mit dem Byzantinisten Charles Diehl sorgte er im Rahmen einer Veränderung des Programms für die licence classique dafür, dass Byzantinistik und Neogräzistik zu einer obligatorischen Fächerverbindung wurden. 1919 wurde er zum Direktor des Institut néo-hellénique ernannt, das 1920 eröffnet wurde. 1923 wurde er zum Professeur sans chaire (außerordentlichen Professor) ernannt. 
Aus beruflichen Erwägungen bewarb sich Pernot daher auf eine Stelle als Maître de Conférence am Institut für Phonetik der Universität Paris, die er von 1924 bis 1930 innehatte. Von 1926 bis 1930 war er Direktor des phonetischen Instituts (sein Vorgänger war Jean Poirot (1873–1924), sein Nachfolger Pierre Fouché), setzte jedoch seine neogräzistischen Aktivitäten im Institut Néohellénique inoffiziell fort. Pernot unternahm Forschungsreisen nach Rumänien (1928) und in die Tschechoslowakei (1929), wo er erneut Tonaufnahmen von Dialekten machte. 1930 weilte er ein weiteres Mal in Griechenland, diesmal für drei Monate, um traditionelle Volksmusik aufzunehmen. 
1930 wurde Pernot schließlich zum Professor für postklassisches und modernes Griechisch und neugriechische Literatur am Institut Néohellénique der Sorbonne ernannt. Dieser Lehrstuhl wurde von der griechischen Regierung unter Führung von Eleftherios Venizelos und der Universität Paris gemeinsam zur Vertiefung der kulturellen Beziehungen zwischen beiden Ländern geschaffen. Von 1930 bis zu seiner Emeritierung 1938 war Pernot Direktor dieses Instituts. Danach zog er sich mit seiner Frau in sein Landhaus in Torteron zurück. Sein Haus in Paris und damit auch seine Privatbibliothek wurden durch deutsche Angriffe zerstört. Seine Tochter Hélène (Lenio) schloss sich in Torteron der Résistance an, wurde jedoch festgenommen und ins Konzentrationslager Ravensbrück deportiert, wo sie ermordet wurde. Nach Kriegsende wurde Pernot als Verwaltungsmitglied des Julianahuis (Pavillon Néerlandais) in der Cité Internationale Universitaire de Paris dort zusammen mit seiner Frau Unterkunft geboten. In der Fondation Hellénique, dem griechischen Haus der Cité Universitaire, hielt er in der Zeit noch Vorlesungen über die historische Grammatik des Griechischen.
1922 wurde er zum auswärtigen Mitglied der Königlich Niederländischen Akademie der Wissenschaften (KNAW) gewählt.

## Forschungsschwerpunkte
In Nachfolge seiner akademischen Lehrer Abbé Rousselot und Émile Legrand arbeitete Pernot aus sprachwissenschaftlicher Perspektive und mit experimenteller Methodik zur neugriechischen Sprache und ihrer Entwicklung. Sein Hauptwerk ist die Erforschung des chiotischen Dialekts auf phonetischer, morphologischer und lexikologischer Ebene. Mit seinen Arbeiten zum Volkslied regte er sowohl den Schweizer Musiker und Ethnomusikologen Samuel Baud-Bovy maßgeblich zu dessen Studien zum Volkslied der Dodekanesos an als auch die Griechin Melpo Logotheti, die spätere Gattin von Octave Merlier und herausragende Expertin auf dem Gebiet der byzantinischen Musik.
Zu Beginn des zwanzigsten Jahrhunderts widmete sich Pernot der Erforschung der Sprache des Neuen Testaments und gelangte zu der Auffassung, dass der Text zwei Stadien durchlaufen hatte, ein früheres, in dem die Nachricht von Jesu Wunderwirken in einer möglichst großen Zahl von Texten weitergegeben werden sollte, und ein zweites, in dem man nach Einheit in der sprachlichen Form strebte, so dass man begann, zu interpolieren, zu kürzen, voneinander abweichende Überlieferungen zu harmonisieren, Kapitel mit einem Abschluss zu versehen und so weiter. Aufgabe der Textkritik sei es demnach, die Eingriffe in den Text des zweiten Stadiums rückgängig zu machen und das frühere Textstadium als das ursprüngliche wiederherzustellen. Auf diesem Gebiet gelang es ihm, seine Schüler Sophia Antoniadis und Octave Merlier zu vertiefenden Arbeiten anzuregen.
Als Schüler von Émile Legrand unterstützte Pernot diesen bei dessen bibliographischen Projekten und bei der Erstellung der didaktischen Hilfsmittel und brachte diese, soweit sie noch unvollendet waren, nach dessen Tod zum Abschluss.
Pernot hat Griechenland zwischen 1898 und 1913 oft bereist und hat als begeisterter Photograph seine Eindrücke mit der Kamera, auch zur Illustration seiner wissenschaftlichen Arbeiten, festgehalten. Von seinen Reisen nach Griechenland gibt es insgesamt 1286 Photographien, die im Institut Néohellénique aufbewahrt werden. Zwei Reisen nach Zakynthos in den Jahren 1913 und 1937 brachten ihn mit dem Historiker Leonidas Ch. Zois (Λεωνίδας Χ. Ζώης, Ζάκυνθος 1865 – Παλαιό Φάληρο 1956) in Kontakt. Mit seinem ethnologischen Interesse an Griechenland konnte er den dänischen Philologen Carsten Høeg (1896–1961) zu einer Untersuchung über das böotische Nomadenvolk der Sarakatsanen anregen.
In seinen Funktionen als Neogräzist und Sprachwissenschaftler gab Pernot einerseits in Zusammenarbeit mit dem Abbé Rousselot, der 1897 mit Unterstützung des Linguisten Michel Bréal am Collège de France ein Institut für experimentelle Phonetik einrichten sollte, von 1911 bis 1914 eine Revue de phonétique heraus und begründete mit den Archives de la Parole, später umbenannt in Musée de la Parole et du Geste, eine Sammlung phonographischer Aufnahmen; andererseits begründete er die Collection de l’Institut néo-hellénique (von 1925 an, im Verlag Les Belles Lettres, insgesamt 15 Bände) und die Collection Le monde hellénique (ebenfalls von 1925 an, im selben Verlag, insgesamt 8 Bände).

## Schriften (Auswahl)
Monographien
- Études sur les subsistances dialectales en Néo-Grec. Les inscriptions de Paros. In: Études de philologie néo-grecque. Recherches sur le développement historique du grec publiées par Jean Psichari. É. Bouillon, Paris 1892, 44–82, (online)
- L'indicatif présent du verbe "être" en néo-grec. E. Bouillon, Paris 1896.
- En pays turc : L'île de Chio. Avec 17 mélodies populaires et 118 simili-gravures. Maisonneuve, Paris 1903, (online)
- Rapport sur une mission scientifique en Turquie (Nouvelles Archives des missions scientifiques et littéraires, t. XI). Sonderdruck unter dem Titel: Mélodies populaires greques de l'Ile de Chio recueillies au phonographe par Hubert Pernot et mises en musique par Paul Le Flem. E. Leroux, Paris 1903. – (enthält 114 Melodien, von denen 5 von Maurice Ravel unter dem Titel: Cinq Mélodies Populaires Grecques (1906–1909) wiedergegeben und harmonisiert worden sind)
  - Δημοτικές μελωδίες από την Χίο. Νέα γραφή απλουστευμένη και διορθωμένη υπό Μάρκου Φ. Δραγούμη. Φίλοι Μουσικού Λαογραφικού Αρχείου Μελπώς Μερλιέ, Αθήνα, 2006. – Folk Melodies from Chios. New simplified and corrected notation by Marcos Ph. Dragoumis. The Friends of the Musical Ethnological Archive of Melpo Merlier, Athen 2006. – Rezension von Katy Romanou, in: Musicology 7, 2007, 345–348, (online)
- Etudes de linguistique néo-hellénique. 1907/1946:
  - Etudes de linguistique néo-hellénique I, Phonétique des parlers de Chio. Thèse présentée à la faculté des lettres de l'Université de Paris. Chez l'auteur, Fontenay-sous-Bois 1907.
  - Etudes de linguistique néo-hellénique II, Morphologie des parlers de Chio. Les Belles Lettres, Paris 1946. – (postum herausgegeben)
  - Études de linguistique néo-hellénique III, Textes et lexicologie des parlers de Chio. Les Belles Lettres, Paris 1946. – (postum herausgegeben)
- Etudes de littérature grecque moderne. Maisonneuve, Paris 1916, (online)
- Etudes de littérature grecque moderne. Deuxième série : Le roman crétois d’Érotocritos, André Kalvos, Autobiographie d’André Laskaratos. Garnier Frères, Paris 1918, (online)
- D'Homère à nos jours. Histoire, écriture, prononciation du grec. Garnier Frères, Paris 1921, (online)
- De quelques erreurs de traduction dans les Evangiles. Paris 1922.
- Ėtudes sur la langue des Ėvangiles. Les belles lettres, Paris 1927.
- Introduction à l'étude du dialecte tsakonien. Paris 1934 (Collection de l’Institut Néo-Hellénique, 2).
- Recherches sur le texte original des Évangiles. Les Belles Lettres, Paris 1938.
- La Déformation des Evangiles. In: Mededeelingen der Nederlandsche Akademie van Wetenschappen, Afdeeling Letterkunde. N. R. Deel 4, No 14 (1941).
- Les deux premiers chapitres de Matthieu et de Luc. Maisonneuve, Paris 1948. (postum herausgegeben)
- Εξερευνώντας την Ελλάδα: Φωτογραφίες 1898–1913. Συλλογή Hubert Pernot από το Νεοελληνικό Ινστιτούτο της Σορβόννης. Επιμέλεια Αικατερίνης Κουμαριανού και Φανής Κωνσταντίνου. Ολκός, Athen 2007, ISBN 960-8154-57-X. (Bildband: von den insgesamt 1286 Photographien Pernots wurden für diesen Band 300 ausgewählt)

Texteditionen
- (Hrsg., mit Émile Legrand): Étienne Martzokis: Sonnets. Firmin-Didot, Paris 1899.
- (Hrsg.): Descente de la Vierge aux enfers d'après les mss. grecs de Paris. In: Revue des Études grecques. 13, 1900, 233–257.
- (Hrsg.): Girolamo Germano: Grammaire et vocabulaire du grec vulgaire publiés d'après l'édition de 1622. Fontenay-sous-Bois 1907 (thèse supplémentaire présentée à la faculté des lettres de l'Université de Paris)
- (Hrsg.): P. Gentil de Vendosmes et Antoine Achélis: Le siège de MaIte par les Turcs de 1565 publié en français et en grec d’après les éditions de 1567 et de 1571. Honoré Champion, Paris 1910, (online)
- (Hrsg., mit Dirk Christiaan Hesseling): Poèmes Prodromiques en grec vulgaire. J. Müller, Amsterdam 1910 (Verhandelingen der Koninklijke Akademie van Wetenschappen te Amsterdam, Afdeeling Letterkunde, Nieuwe reeks, deel 11, no. 1). ND M. Sändig, Wiesbaden 1968.
- (Hrsg., mit Dirk Christiaan Hesseling): Ερωτοπαίγνια – Chansons d’amour. Publiées d'après un manuscrit du XVe siècle avec une traduction, une étude critique sur les Ekatologa (Chanson des cent mots), des observations grammaticales et un index. H. Welter, Paris 1913 (Bibliothèque grecque vulgaire, t. X), (online)
- Le Pétrarquisme en Chypre. Poèmes d'amour en dialecte chypriote d'après un manuscrit du XVIe siècle. Texte établi et traduit par Thémis Siapkaras-Pitsillidès avec le concours de Hubert Pernot. Impr. de M. Myrtidès, Athen 1952. (Nachdruck: Chez l’auteur, Athen 1975)

Übersetzungen
- Anthologie populaire de la Grèce moderne. Mercure de France, Paris 1910.
- La Grèce actuelle dans ses poètes. Garnier, Paris 1921.
- Pages choisies des Evangiles. Littéralement traduites de l'original et commentées à l'usage du public lettré avec le texte en regard. Les Belles Lettres, Paris 1925.
- Les Quatre évangiles nouvellement traduits et annotés par Hubert Pernot. Paris. Deuxième édition revue par Octave Merlier, ND Presses Universitaires de France 1962. Quatrième édition. Gallimard, Paris 1943.

Didaktische Hilfsmittel
- mit Émile Legrand: Précis de prononciation grecque moderne. Garnier Frères, Paris 1896.
- Grammaire grecque moderne. Première partie. Garnier frères, Paris 1897, mehrfach nachgedruckt, ND 4. Auflage. 1912 (online)
- mit Camille Polack: Grammaire du grec moderne (Seconde partie). Garnier Frères, Paris 1921, (online)
- mit Émile Legrand: Chrestomathie grecque moderne. Garnier Frères, Paris 1899.
- mit Dirk Christiaan Hesseling (Hrsg.): Chrestomathie néo-hellénique. Société d'édition „Les Belles Lettres“, Paris 1925.
- Dictionnaire grec moderne français. Garnier frères, Paris 1933.